# Greg Coffey
Greg Coffey (Sydney, 1971. április 25. –) Londonban élő ausztrál fedezeti üzletkötő (árfolyamfedezeti alap üzletkötője)aki az  ún. feltörekvő piacokra specializálta magát. A széles körű nyilvánosság először 2008 áprilisában hallott róla, amikor szabad távozásáért cserébe a GLG Partnersnél veszni hagyta 160 millió angol fontos részesedését (az „aranybilincset”), és megalapította saját ügynökségét.
Felesége európai, két gyermeke van.
A Sydney-i Macquarie Egyetemen szerzett biztosítási matematikusi (aktuárius) oklevelet. 1994-ben kezdte el pályafutását az amerikai Bankers Trustnál, ahol a származékos értékpapírok kereskedelmével foglalkozott. A cég 1999-ben beolvadt a Deutsche Bank AGbe. Ez után Coffey egy Soros György által vezetett alapkezelőhöz került, ahol  a UniCredit Bank Austria AG globális részvénykereskedelmével foglalkozott.
Sajtóhírek szerint Coffey éves keresete kb. 76 millió angol font (26 milliárd forint), beleértve a részvényeket és bónuszokat is.

## Külső hivatkozások
- Képek Coffeyról